# Кабанец, Иван Фёдорович
Ива́н Фёдорович Кабане́ц (27 апреля 1902, Слобидка, Киевский уезд, Киевская губерния, Российская империя — 20 января 1972, Слобидка, Киевская область) — работник сельского хозяйства, Герой Социалистического Труда (1958).

## Биография
Иван Фёдорович Кабанец был председателем колхоза «Красный хлебороб» в с. Красная Слободка Обуховского района Киевской области. Указом Президиума Верховного Света СССР № 118 от 26 февраля 1958 года ему было происвоено звание Героя Социалистического Труда с вручением ордена Ленина и золотой медали «Серп и Молот».
Участник документального фильма «Немецкие друзья — гости СССР» (1965).

## Награды
- Герой Социалистического Труда.